# 今宵は夢を見させて
「今宵は夢を見させて」（こよいはゆめをみさせて）は、日本の歌手・倉木麻衣の配信限定シングル。

## 解説
- NHK総合アニメ『つくもがみ貸します』のエンディングテーマ。MVにはアニメのヒロイン役で、倉木のファンである声優の小松未可子が出演している[1]。

## 収録曲
1. 今宵は夢を見させて
作詞：倉木麻衣 / 作曲：サイレンジ! / 編曲：久下真音

## 参加ミュージシャン
スタジオコーラス：神野友亜